# Meleuz
Meleuz (oroszul: Мелеуз, baskírul: Мәләүез) város Baskíriában, az Oroszországi Föderációban, a Belaja folyó mellett, 205 kilométerre délre Ufától. 2010-ben 61 390 lakosa volt.

## Története
1786 óta ismert település, parasztok alapították. 1795-ben 434-en lakták, 1865-ben 870-en. Az 1930-as években indult fejlődésnek, amikor Baskíria déli részén kőolajat találtak. Az 1970-es években indult meg a településen a műtrágyagyártás. 1958-ban városi rangot kapott.

## Galéria

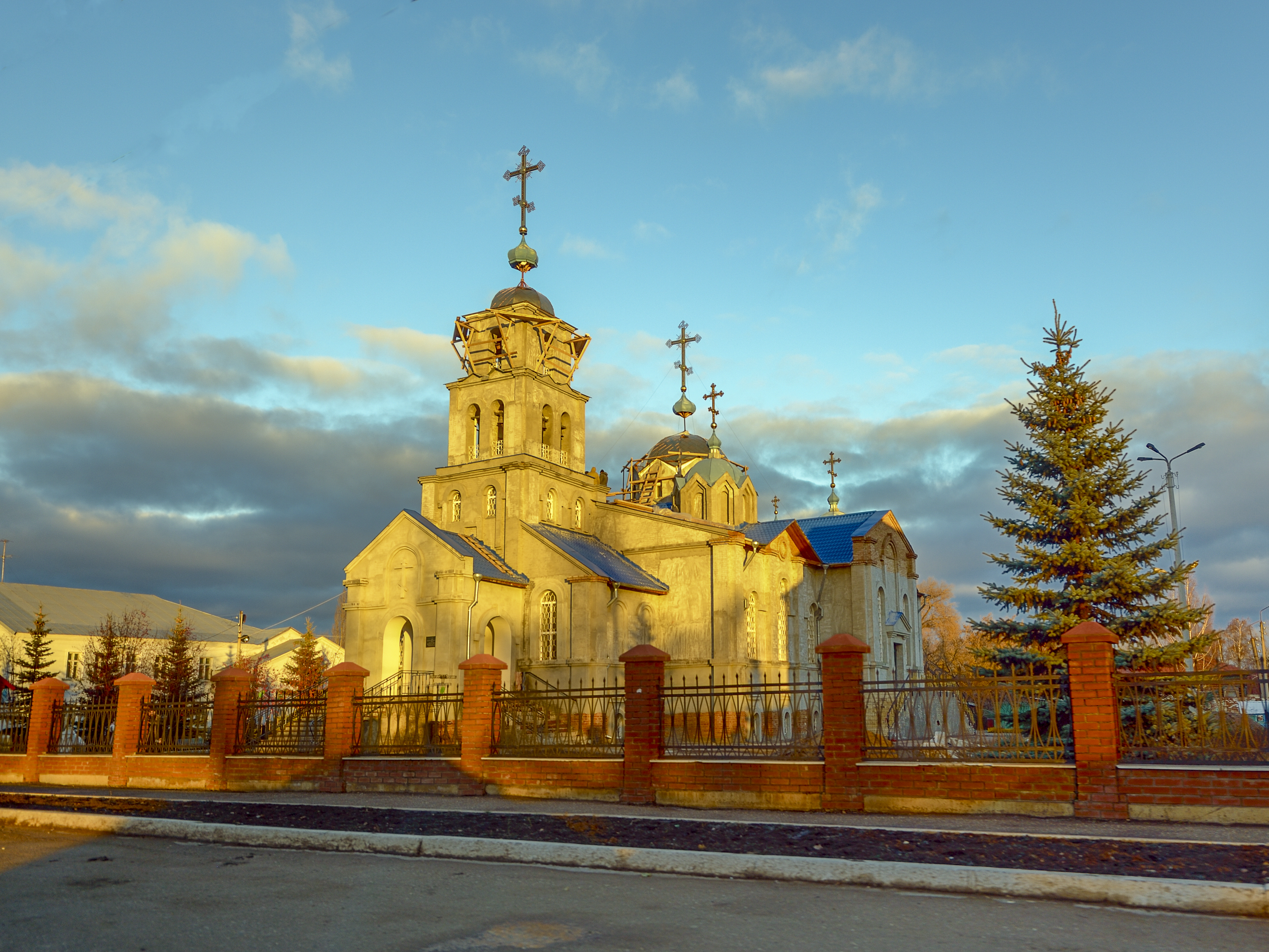
Templom
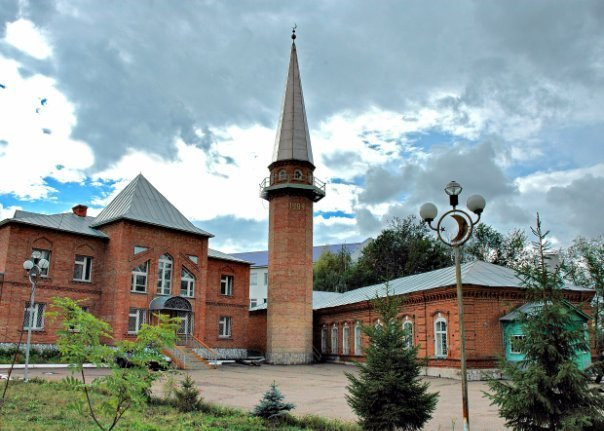
Mecset